# Adrien-Henri de Jussieu

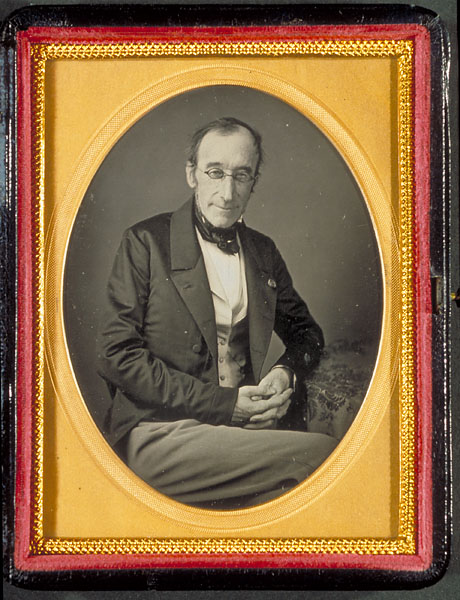
Dagherrotipo di Adrien-Henri de Jussieu, 1851

Adrien-Henri de Jussieu (Parigi, 23 dicembre 1797 – 29 giugno 1853) è stato un botanico francese, appartenente alla famiglia de Jussieu.

## Biografia
Figlio del botanico Antoine-Laurent de Jussieu, ricevette la laurea in scienze, nel 1824, con un trattato sulle piante della famiglia delle Euphorbiaceae. Quando suo padre si ritirò dall'attività nel 1826, egli gli succedette alla direzione del Jardin des Plantes; nel 1845 divenne professore di organografia delle piante. Fu anche presidente dell'Accademia francese delle scienze.
Le sue pubblicazioni principali furono Cours élémentaire de botanique (Parigi) e Géographie botanique (Parigi, 1846), oltre a numerose monografie, fra le quali, particolarmente nota, una sulla famiglia delle Malpighiaceae. In botanica il suo nome è spesso abbreviato in Adr. Juss., oltre che come A. Juss., così come suo padre è noto come Juss.
L'asteroide 9470 Jussieu porta il nome della famiglia de Jussieu.
| A.Juss. è l'abbreviazione standard utilizzata per le piante descritte da Adrien-Henri de Jussieu. Consulta l'elenco delle piante assegnate a questo autore dall'IPNI. |